# Maríssia Nikitiuk
Maríssia Nikitiuk (nascuda el 1986) és una directora de cinema, guionista i escriptora de ficció ucraïnesa. Va escriure i dirigir Koli padaiut dereva (2018) i coescriure Evge (2019), otes dues que han obtingut el reconeixement com una de les millors pel·lícules ucraïneses. Nikitiuk també va dirigir Ia, Nina (2021) i va publicar una col·lecció de curta ficció, The Abyss (2016), que va guanyar el Premi Internacional Literari Oles Ulianenko.

## Primera vida i educació
Nikitiuk va néixer l'any 1986. Va assistir a l'Institut de Periodisme de la Universitat Nacional Taras Xevtxenko de Kíev, i es va graduar el 2007. Després va obtenir un màster en estudis de teatre a la Universitat Nacional de Teatre, Cinema i Televisió I.K. Karpenko-Kary de Kíev, centrant-se en el teatre japonès.

## Carrera

### Primers anys
A principis de la seva carrera, Nikitiuk va treballar en diversos mitjans de comunicació, escrivint crítica teatral i creant el lloc web Teatre, dirigint curtmetratges, la publicació d'una col·lecció de contes (The Abyss, 2016), que va guanyar el Premi Internacional Literari Oles Ulianenko.

### Llargmetratges
El maig de 2016, Nikitiuk va guanyar el Premi Krzysztof Kieslowski ScripTeast al millor guió cinematogràfic d'Europa Central i de l'Est al Festival Internacional de Cinema de Canes pel guió que es va convertir en el seu primer llargmetratge, Koli padaiut dereva. El premi va anar acompanyat d'una subvenció de producció de 10.000 €. Filmat a Ucraïna i Polònia,, Koli padaiut dereva fou estrenada al 68è Festival Internacional de Cinema de Berlín l'any 2018, on va recollir set premis. Ambientada a la petita ciutat ucraïnesa de Lozova, la pel·lícula se centra en una nena de cinc anys, Vitka, i la seva cosina gran, Larysa, que està enamorada d'un criminal. Koli padaiut dereva fou lloada a The Hollywood Reporter com "pleg d'audàcia, estil i promeses enèrgiques." El San Francisco Chronicle la va anomenar una "faula delirant lírica i sexy" i va dir que "els fotogrames finals són impressionants." La revista de cinema polonesa Kino va elogiar la "sensibilitat, el coratge i la fantasia" de Nikitiuk.
Koli padaiut dereva és sovint anomenada com una de les millors pel·lícules ucraïneses modernes. Va ser catalogada com la quarta millor pel·lícula ucraïnesa de la dècada de 2010 per MovieWeb. Vogue Ukraine la va enumerar entre les "set pel·lícules per enamorar-vos del cinema ucraïnès modern". Viktoria Tihipko, presidenta del Festival Internacional de Cinema d'Odesa i cap de la junta de l'Acadèmia de Cinema d'Ucraïna, la va nomenar com una de les 30 pel·lícules "més emblemàtiques" des de la independència d'Ucraïna.
El 2019, Die Tageszeitung va dir: "Nikitiuk és considerada com la gran esperança del nou cinema ucraïnès". Nikitiuk assenyala La princesa Mononoke de Hayao Miyazaki i Apocalypse Now de  Francis Ford Coppola  entre les seves pel·lícules preferides, escollides per la seva capacitat d'absorbir l'espectador de principi a fi.
Nikitiuk va ser coguionista de Evge del director Nariman Aliev, que es va mostrar a la secció Un Certain Regard del 72è Festival Internacional de Cinema de Canes. i va guanyar el gran Premi del Festival Internacional de Cinema d'Odesa. Collider, The Guardian i el Centre Nacional de Cinema Oleksandr Dovjenko d'Ucraïna van anomenar la pel·lícula a les llistes de les millors obres del cinema ucraïnès.
El següent llargmetratge de Nikitiuk va ser Ia, Nina, sobre una estrella de televisió diagnosticada amb càncer.
Nikitiuk's next feature film was Lucky Girl, about a television star diagnosed with cancer. La història es basava en la batalla de la presentadora de televisió de la vida real Yanina Sokolova contra el càncer. Produïda per Julia Sinkevych, la pel·lícula es va presentar en una secció Ukraine in Focus al festival de Canes el 2022.

### Projectes en desenvolupament
A partir del 2021, Nikitiuk estava desenvolupant una adaptació de la novel·la Lolita de Vladimir Nabokov, per explicar-la des de la perspectiva d'una adolescent ucraïnesa. Al Festival de Cinema de Sarajevo de 2022, Nikitiuk va guanyar finançament per a un projecte anomenat Cherry Blossoms, sobre refugiats ucraïnesos. Està inspirat en persones que va conèixer refugiada en un poble a l'inici de la invasió russa d'Ucraïna del 2022.

## Vida personal
Fins a la invasió russa, Nikitiuk va viure a Kíev.